# وست‌مینیستر (تگزاس)
وست‌مینیستر (به انگلیسی: Westminster) یک منطقهٔ مسکونی در ایالات متحده آمریکا است که در شهرستان کالین، تگزاس واقع شده‌است. وست‌مینیستر ۱۰٫۳۴ کیلومتر مربع مساحت و ۸۶۱ نفر جمعیت دارد و ۲۱۳ متر بالاتر از سطح دریا واقع شده‌است.